# Simon Beckett
Pour les articles homonymes, voir Beckett.
Simon Beckett, né le 20 avril 1961 à Sheffield, dans le Yorkshire du Sud, en Angleterre, est un journaliste, musicien et écrivain britannique. Il est notamment connu pour sa série de romans policiers consacrée à l’anthropologue judiciaire David Hunter.

## Biographie
Après l’obtention d’une maîtrise universitaire ès lettres en langue anglaise, il part en Espagne enseigner et jouer pour des troupes de théâtre itinérantes. De retour en Angleterre, il devient musicien, puis journaliste indépendant. Il a notamment travaillé pour le Times, l’Independent, le Daily Telegraph et l’Observer.
Il commence une carrière de romancier en 1994 avec le roman Fine Lines, traduit en français sous le titre Le Rêve de l’antiquaire par la maison d’édition Ramsay en 1996. 
Lors d’un reportage, il visite la ferme des corps de l’université du Tennessee, à Knoxville. Il s’inspire de cette expérience pour écrire le roman Le Mort à nu (The Chemistry of Death, 2006), mettant en scène l’anthropologue judiciaire David Hunter (pl). Succès critique et commercial, ce roman fait de David Hunter un personnage récurrent de l’œuvre de Beckett.
En février 2013, il collabore avec le groupe britannique In the Nursery à la création d’un bande originale pour la série de quatre romans du héros David Hunter. Ce travail se retrouve sur l’album The Calling du groupe. Lors de la sortie le 30 janvier 2014 au Royaume-Uni du dernier roman de Beckett, Stone Bruises, la bande-son est également signée par ITN.

## Œuvre

### SérieDavid Hunter
- The Chemistry of Death (2006) Publié en français sous le titre La Mort à nu, traduction d’Isabelle Maillet, Paris, Calmann-Lévy, coll. Suspense, 2007, réédition, Paris, Points, coll. Thriller no 1944, 2008.
- Written in Bone (2007) Publié en français sous le titre Poussière d’os, traduction d’Isabelle Maillet, Paris, Calmann-Lévy, 2009, réédition, Paris, Points, coll. Thriller no 2300, 2010.
- Whispers of the Dead (2009) Publié en français sous le titre Les Murmures des morts, traduction d’Isabelle Taudière, Paris, Calmann-Lévy, 2010, réédition, Paris, Points, coll. Thriller no 2669, 2011.
- The Calling of the Grave (2010)
- The Restless Dead (2017)

### Autres romans
- Fine Lines (1994) Publié en français sous le titre Le Rêve de l’antiquaire, traduction de Nicolas Morel, Paris, Ramsay, coll. Nuits blanches, 1996, réédition, Paris, Pocket no 10115, 1998.
- Animals (1995)
- Where There's Smoke (1997)
- Owning Jacob (1998)
- Stone Bruises (2014)
  - Publié en français sous le titre Les Témoins de Pierre, traduction d'Isabelle Maillet, Paris, Piranha, coll. Black, 2017

## Prix et distinctions notables
- Nomination au Duncan Lawrie Dagger 2006 pour The Chemistry of Death.
- Nomination au Theakston's Old Peculier (en) 2008 pour The Chemistry of Death.
- Nomination au Dagger in the Library 2009.
- Nomination au Dagger in the Library 2010.